# Société d'aménagement de la métropole Ouest Atlantique
La Société d'aménagement de la métropole Ouest Atlantique, en abrégé Samoa, est une société publique locale d'aménagement dont le siège social est situé 2 Ter quai François-Mitterrand à Nantes en France, ayant la charge de la maîtrise d'ouvrage de l'aménagement urbain effectué dans l'île de Nantes.

## Organisation
À sa création en 2003, la Samoa est une société d'économie mixte. Depuis 2009, la Samoa a un statut de société publique locale d'aménagement. Son capital est de 1 million d'euros. Depuis 2003, les présidents successifs sont les maires de Nantes et présidents de Nantes Métropole, Jean-Marc Ayrault, puis son successeur Patrick Rimbert, et enfin Johanna Rolland. 
| Organisme                                                            | Part |
| -------------------------------------------------------------------- | ---- |
| Nantes Métropole                                                     | 58 % |
| Ville de Nantes                                                      | 17 % |
| Conseil général de la Loire-Atlantique                               | 5 %  |
| Communauté d'agglomération de la Région Nazairienne et de l'Estuaire | 5 %  |
| Conseil régional des Pays de la Loire                                | 5 %  |
| Syndicat mixte du SCOT Nantes-Saint-Nazaire                          | 5 %  |
| Ville de Rezé                                                        | 5 %  |

Son directeur est Jean-Luc Charles, successeur de Laurent Théry en octobre 2010, assisté de trois directeurs généraux adjoints : Alain Bertrand pour le pôle aménagement Île de Nantes avec une équipe de seize personnes, Fabrice Berthereau pour le pôle Economique (ex cluster Quartier de la Création et Creative Factory) avec treize personnes et Didier Resseguier avec six personnes pour les fonctions supports (administratives et financières, juridique, ressources humaines et informatique).

## Réalisations et projets
Sur l'île de Nantes, la Samoa aménage les espaces publics comme le parc des Chantiers, les berges, le jardin des Fonderies et organise la construction de logements, de bureaux ou d'équipements. Elle réalise parfois directement des équipements pour le compte de la Ville de Nantes ou de Nantes Métropole comme la réhabilitation des nefs des chantiers Dubigeon abritant désormais Les Machines de l'île ou La Fabrique, des Halles Alstom 1 et 2 ou la préparation de l'emprise foncière pour le futur CHU.
La Samoa vend des droits à construire à des promoteurs immobiliers assortis d'un cahier des charges donnant des prescriptions architecturales, énergétiques et de composition sociale (minimum de logements sociaux ou abordables). Ne pouvant maîtriser l'intégralité du foncier de l'opération d'aménagement, l'aménageur accompagne de la même manière les promoteurs porteurs d'un projet sur un terrain leur appartenant. En associant ces opérateurs à la dynamique du projet urbain, l'aménageur continue à orienter le renouvellement du tissu urbain vers les objectifs de performances énergétiques et de qualité architecturales malgré l'absence de liens contractuels.
La programmation 2003-2037 est de 1,5 million de m2 : 700 000 m2 de logements, 450 000 m2 d’activités, 350 000 m2 d’équipements dont 250 000 m2 pour le nouveau CHU. Durant la période 2003-2013 ont été réalisés : plus de 5 000 nouveaux logements, 230 000 m2 d'immeubles de bureaux et d'activités, 100 000 m2 d’équipements publics, 60 hectares d’espaces publics retraités, deux nouvelles lignes de transports en commun (Busway et Chronobus C5) ; d’ici 2030 doivent être réalisés 1 million de m2 d’opérations immobilières : 6 000 logements, 250 000 m2 d’activités économiques, 350 000 m2 d’équipements publics dont 270 000 m2 pour le CHU, 70 ha d'espaces publics et une nouvelle ligne de transport en commun en site propre, principalement sur le quartier Prairie-au-duc et le sud-ouest de l’île.